# عالم‌نگار
عالم‌نگار (به انگلیسی: Alamnagar) یک منطقهٔ مسکونی در هند است که در بیهار واقع شده‌است.

## خصوصیات
عالم‌نگار ۱۲۹٬۲۲۶ نفر جمعیت دارد.